# Arturo Almanza

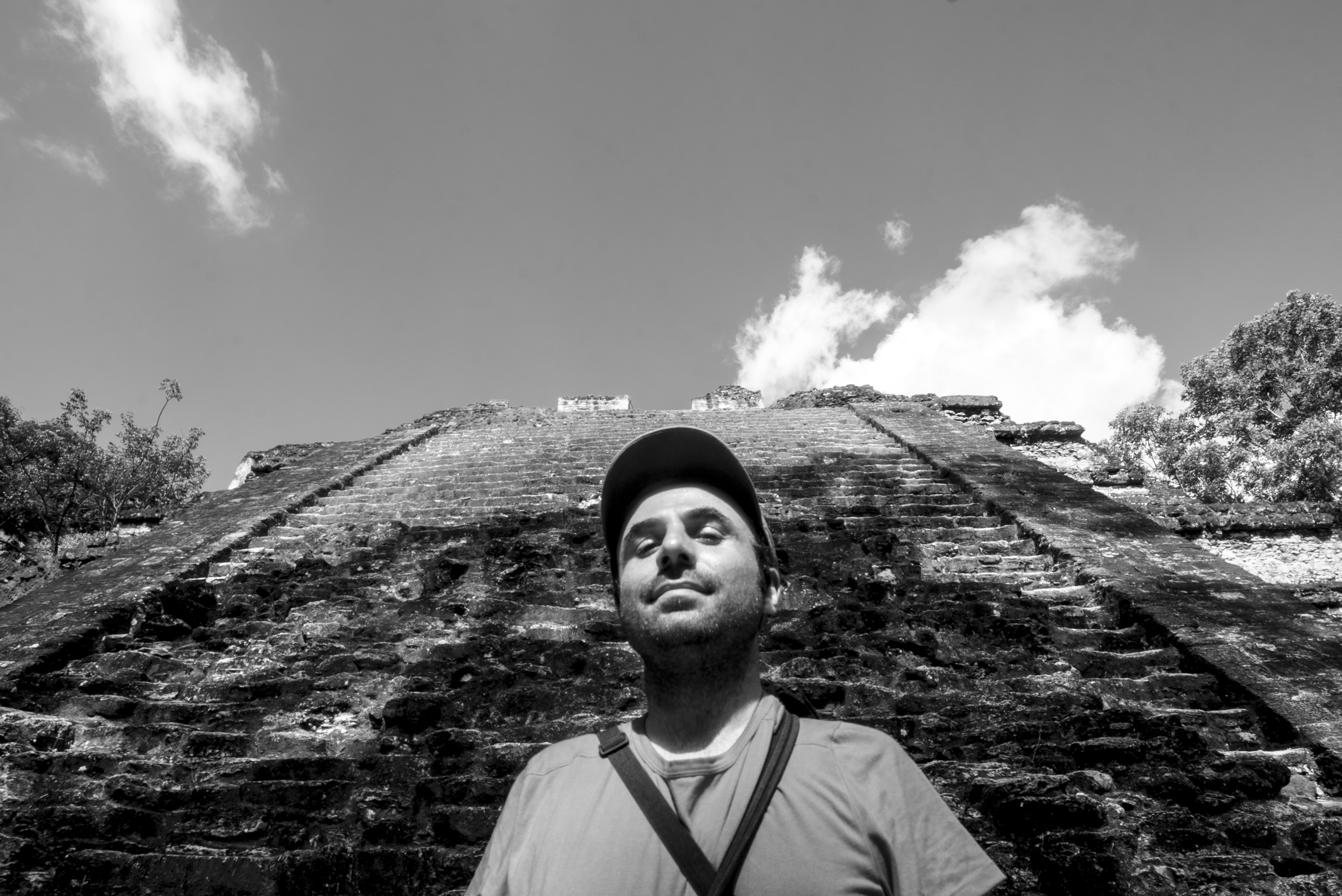
Cineasta Arturo Almanza en una pirámide Maya en Tikal, Guatemala durante un rodaje documental

Arturo Almanza Lamo (Bogotá, Colombia, 2 de julio de 1979) es un cineasta, fotógrafo y director de fotografía colombiano. Cursó estudios de cine y televisión en la Universidad Nacional de Colombia. Conocido por su trabajo en el film Apatía, una película de carretera (2012) del cual es productor y director de fotografía. Ganador del Premio India Catalina a la mejor fotografía por el documental: Las Voces del Río de RTVC (2023). 

## Filmografía

#### Cine
| Año  | Título                            | Género     | Rol                                          |
| ---- | --------------------------------- | ---------- | -------------------------------------------- |
| 2012 | Apatía, una película de carretera | Ficción    | Coproductor, Director de Fotografía y Cámara |
| 2015 | Quintín: Raíz de pueblos          | Documental | Director de Fotografía y Cámara              |
| 2022 | Voces del Río                     | Documental | Director de Fotografía y Cámara              |

#### Televisión
| Año  | Título                | Género           | Rol                             |
| ---- | --------------------- | ---------------- | ------------------------------- |
| 2017 | Visiones de Paz       | Serie Documental | Director de Fotografía y Cámara |
| 2023 | Respira Amazonía RTVC | Serie Documental | Director de Fotografía y Cámara |

#### Vídeos musicales
| Año  | Canción                   | Artista                                             | Rol                                                 |
| ---- | ------------------------- | --------------------------------------------------- | --------------------------------------------------- |
| 2005 | «Fragil al Viento»        | Kraken (banda)                                      | Director de Fotografía y Cámara, Editor             |
| 2010 | «mi Kolombia»             | Systema Solar                                       | Director, Director de Fotografía y Cámara, Editor   |
| 2010 | «Cumbia Hop»              | Dj Fresh                                            | Director, Director de Fotografía y Cámara, Editor   |
| 2012 | «Vacilando con Ayahuasca» | Bareto                                              | Director, Director de Fotografía y Cámara, Editor   |
| 2012 | «Alkebulan»               | Nickodemus feat Afrika Bambaataa The Spy from Cairo | Director, Director de Fotografía y Cámara, Editor   |
| 2012 | «Ya los Viejos»           | Atlantic Soul Machine                               | Director, Director de Fotografía, Editor            |
| 2013 | «Under The Volcano»       | Nickodemus feat Navegante                           | Director, Director de Fotografía y Cámara, Editor   |
| 2015 | «Beto Kele»               | Nova Lima                                           | Codirector, Director de Fotografía y Cámara, Editor |
| 2015 | «Canto de la Noche»       | Malalma                                             | Director de Fotografía y Cámara                     |
| 2016 | «N'Dini»                  | Nickodemus (Tal M Klein Remix) feat. Ismael Kouyate | Director, Director de Fotografía y Cámara, Editor   |
| 2017 | «El amor es la esencia»   | Malalma                                             | Codirector, Director de Fotografía y Cámara, Editor |
| 2020 | «People's Republic»       | Dem Juju Poets                                      | Director, Director de Fotografía y Cámara, Editor   |
| 2020 | «Soñemos un Bosque»       | Aterciopelados                                      | Director de Fotografía 360°                         |
| 2020 | «Los Niños de Oro»        | Frailejón                                           | Director, Director de Fotografía y Cámara, Editor   |
| 2020 | «GAIA»                    | Sol Okarina                                         | Director, Director de Fotografía y Cámara, Editor   |
| 2021 | «América Latina»          | Frailejón                                           | Director, Director de Fotografía y Cámara, Editor   |
| 2021 | «Tijikí»                  | Frailejón                                           | Codirector, Director de Fotografía y Cámara, Editor |

## Libros
Percepciones en Blanco & Negro Colombia

## Premios y distinciones
- Mejor producción Transmedia y Mejor producción de Inclusión social . Premios India Catalina Edición XL - 2024 - 'Respira Amazonía' RTVC
- Mejor Fotografía y Mejor Documental para Televisión , Premios India Catalina Edición XXXIX -2023 - 'Voces del Río' RTVC
- Premio Nacional de Periodismo CPB (Círculo de Periodistas de Bogotá) 2022 - Mejor Reportaje Periodístico en Televisión: 'Los pasos perdidos: la ruta de los haitianos por Colombia' RTVC Noticias
- Mejor película Colombiana. Festival Internacional de Cine de Santander 2012 Apatía, una película de carretera